# Igris-Halam
Igris-Halam (Igrish-Halam) ou Igris-Halabe (Igriš-Halab), foi um rei do antigo estado da cidade de Ebla. Seu nome significa "(O deus de) Halabe foi embora (o oponente)", portanto, o nome pode ser uma comemoração de uma vitória Eblaita que levou à incorporação de terras além da cidade de Halabe. Seu reinado foi caracterizado pelo enfraquecimento eblaita e tributo ao reino de Mari, com quem Ebla travou uma longa guerra. Sua batalha com Iblul-Il de Mari em Sairi foi fundamental nesse pagamento de homenagem. 
Ele governou por 12 anos e foi sucedido por seu filho Ircabe-Damu, que era um governante mais vigoroso. 